# クルーシス
クルーシス（Crucis）は、アルゼンチンのプログレッシブ・ロックにおける先駆者のひとつと見なされているアルゼンチンのバンドである。

## 略歴
クルーシスは、1974年にグスタヴォ・モンテザーノ（ギター、ボーカル）、ホセ・ルイス・フェルナンデス（ベース）、ダニエル・フレンケル（ドラム）、ダニエル・オイル（キーボード）によって結成された。フェルナンデスがバンドを脱退したとき、モンテザーノが新しいベース奏者となった。後にピノ・マローネとアンバル・ケルペルがバンドに加わった。1975年にダニエル・フレンケルがバンドを脱退し、ゴンザロ・ファルージアが彼に代わって加入した。彼らは1976年に『ファースト・アルバム』（フォークロック・バンド「スイ・フェネリス (Sui Generis)」の解散後にアルゼンチンでとても有名な存在だったチャーリー・ガルシアによってプロデュースされた）、1977年に『陸軍元帥のたわごと』という2枚のアルバムをリリースしている。両方のLPは1996年に再リリースする際に『幻想絵巻 (Cronología)』というタイトルの1枚のCDにまとめられた。一部の再発盤には、1977年に予定されたシングル用にバンドが録音していた2曲のボーナストラックが含まれている。グスタヴォ・モンテザーノは後にスペインの成功したポップ・バンド、オレ・オレに加入した。

## メンバー
- ピノ・マローネ (Pino Marrone) - ベース、ボーカル
- ゴンザロ・ファルージア (Gonzalo Farrugia) - ドラム
- グスタヴォ・モンテザーノ (Gustavo Montesano) - ギター、ボーカル
- アンバル・ケルペル (Aníbal Kerpel) - キーボード

### 旧メンバー
- ホセ・ルイス・フェルナンデス (José Luis Fernández) - ベース
- ダニエル・フレンケル (Daniel Frenkel) - ドラム
- ダニエル・オイル (Daniel Oil) - キーボード

## ディスコグラフィ

### アルバム
- 『ファースト・アルバム』 - Crucis (1976年)
- 『陸軍元帥のたわごと』 - Los Delirios del Mariscal (1977年)
- 『幻想絵巻』 - Cronología (1996年) ※コンピレーション
- En Vivo Enero 1977 (2017年) ※1977年ライブ録音